# Pierre Cailleteau
Pour les articles homonymes, voir Cailleteau.
Pierre Cailleteau dit « Lassurance » est un architecte français né en 1655 et mort en 1724.
Il ne doit pas être confondu avec son fils Jean Cailleteau, également dit « Lassurance », parfois dénommé « Lassurance le Jeune » pour le distinguer de son père.

## Biographie
Il débuta comme appareilleur et fut remarqué par Jules Hardouin-Mansart avant 1679 sur le chantier du château de Clagny. En 1684, il entra comme dessinateur dans l'administration des Bâtiments du Roi et on lui attribue un rôle majeur dans le nouvel essor donné à la décoration des résidences royales, sur la foi du témoignage de Saint-Simon selon qui Hardouin-Mansart « était ignorant dans son métier, et de Cotte, son beau-frère, l'était guère moins. Ils tiraient tout d'un dessinateur qu'ils tenaient clos et à l'écart chez eux, qui s'appelait Lassurance, sans lequel ils ne pouvaient rien. »
On attribue à Lassurance la plupart des esquisses décoratives réalisées pour le château de Versailles et le Trianon de marbre autour de 1690 : appartement du Roi dans l'aile gauche de Trianon (salon rond, salon pour serrer le fruit, salon de la chapelle), appartements de la duchesse de Bourgogne à la Ménagerie, salon ovale du château, cabinet des miroirs, petite galerie... Il fait monter les lambris jusqu'à la corniche, qu'il décore de rinceaux, de feuilles d'acanthe, voire de jeux d'enfants. Il introduit des arcades en anse de panier retombant sur des consoles, des décors de panneaux de miroirs, les tablettes de cheminée à hauteur d'appui (cheminées dites « à la royale »).
En 1699, Lassurance entre à l'Académie royale d'architecture. Il quitte le bureau des dessinateurs de Versailles pour le contrôle de l'hôtel des Invalides. Il travaille alors pour une importante clientèle parisienne, aristocrates et financiers, profitant des entreprises du président François Duret, président au Grand Conseil et spéculateur, avec qui on le trouve souvent associé.
Les hôtels parisiens de Lassurance révèlent un sens nouveau du confort : si les appartements de parade continuent de se développer avec la solennité nécessaire pour bien marquer le rang du commanditaire, ils comportent désormais des dégagements, antichambres et corridors de service ; surtout, des appartements confortables et indépendants sont créés dans les étages, pour l'habitation quotidienne.

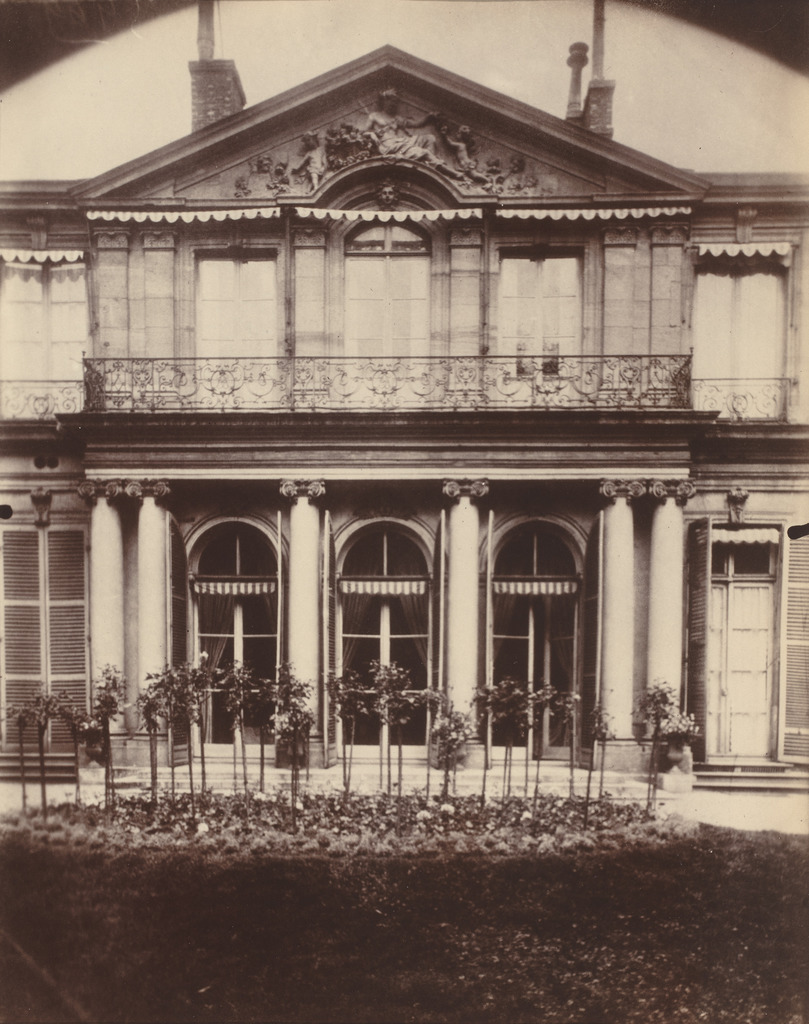
Façade sur le jardin de l'Hôtel de Rothelin-Charolais

En revanche, les élévations des façades ont été critiquées. Lassurance réserve les ordres à l'avant-corps central, plaçant généralement des colonnes ioniques au rez-de-chaussée et des pilastres attiques à l'étage. Mais on a contesté la hauteur de celui-ci, souvent jugé trop bas, et le parti de confondre le cintre de la fenêtre centrale avec la sculpture du fronton, disposition peu lisible. Les toits se brisent et se subdivisent pour épouser la succession des pavillons et des arrière-corps.
Le conférencier Germain Brice critique ainsi vigoureusement l'hôtel de Rivié : « Ce qui achève de tout défigurer, c'est une grande ouverture au milieu, en manière de croisée, sans nulle proportion de sa hauteur avec sa largeur, qui va se perdre en terminant en coquille dans le milieu du fronton, qu'elle estropie très vilainement. La façade sur la cour est à peu près ordonnée de la même manière ; tout y paraît lourd et embarrassé ; la grande porte sur la rue a deux colonnes de chaque côté pour former un ordre d'architecture, aussi négligemment traité que s'il eût été le premier qui eût jamais paru en France. » Mais un autre amateur, Édouard Fournier, est d'un avis tout opposé : « La porte géante de l'hôtel Desmarets, un des chefs-d'œuvre du meilleur élève de Mansart, Lassurance, sert aujourd'hui d'entrée au passage des Panoramas, en face de la petite rue de Montmorency. »
Le chef-d'œuvre de Lassurance fut néanmoins le château de Petit-Bourg, construit pour le duc d'Antin entre 1716 et 1722.

## Principales réalisations
- Hôtel de Rothelin-Charolais, 101 rue de Grenelle, 1700-1704 [1](attribution discutée).
- Hôtel de Rivié (1704-1711), puis Desmarets, puis de Montmorency-Luxembourg (presque complètement détruit), entre la rue Saint-Marc et le boulevard Montmartre[1].
- Hôtel d'Auvergne, puis de Tencin et de Mailly (détruit), 53 rue de l'Université, 1705.
- Hôtel de Longueil, 51 rue de l'Université, pour le président François Duret qui le revend dès 1707 à Claude de Longueil, marquis de Maisons, 1706-1707.
- Hôtel de Neufchâtel, de Béthune, de Châtillon, de La Trémoille (détruit), rue Saint-Dominique (aujourd'hui 213-217 boulevard Saint-Germain), 1708[1].
- Transformation du château de Rambouillet (Yvelines) pour le comte de Toulouse, bâtard légitimé de Louis XIV, 1706-1709.
- Hôtel de Noailles (1715)[1], sur l'emplacement de l'ancien hôtel Pussort (1687), devenu hôtel d'Armenonville (1697) (subsiste en partie), 211 rue Saint-Honoré, 1715.
- Reconstruction du château de Petit-Bourg à Évry pour le duc d'Antin, 1716-1722. Les travaux sont poursuivis par Jacques V Gabriel. Le château est démoli en 1750.
- Hôtel de Rohan-Montbazon, 29 rue du Faubourg-Saint-Honoré[1] (subsiste mais très dénaturé) et hôtel Marbeuf (détruit), 31 rue du Faubourg-Saint-Honoré, 1719.
- Hôtel de Roquelaure, 246 boulevard Saint-Germain (originellement rue Saint-Dominique), 1720-1722.
- Hôtel de Lassay et Palais Bourbon, 126-128 rue de l'Université, 1722-1724.